# 계승 (수학)
수학에서, 자연수의 계승(階乘, 문화어: 차례곱) 또는 팩토리얼(영어: factorial)은 그 수보다 작거나 같은 모든 양의 정수의 곱이다. n이 하나의 자연수일 때, 1에서 n까지의 모든 자연수의 곱을 n에 상대하여 이르는 말이다. 기호는 느낌표(!)를 쓰며 팩토리얼이라고 읽는다.
| n      | n!                                          |
| ------ | ------------------------------------------- |
| 0      | 1                                           |
| 1      | 1                                           |
| 2      | 2                                           |
| 3      | 6                                           |
| 4      | 24                                          |
| 5      | 120                                         |
| 6      | 720                                         |
| 7      | 5040                                        |
| 8      | 40320                                       |
| 9      | 362880                                      |
| 10     | 3628800                                     |
| 11     | 39916800                                    |
| 12     | 479001600                                   |
| 13     | 6227020800                                  |
| 14     | 87178291200                                 |
| 15     | 1307674368000                               |
| 16     | 20922789888000                              |
| 17     | 355687428096000                             |
| 18     | 6402373705728000                            |
| 19     | 121645100408832000                          |
| 20     | 2432902008176640000                         |
| 25     | 1.551121004×1025                            |
| 50     | 3.041409320×1064                            |
| 70     | 1.197857167×10100                           |
| 100    | 9.332621544×10157                           |
| 450    | 1.733368733×101000                          |
| 1000   | 4.023872601×102567                          |
| 3249   | 6.412337688×10000                           |
| 10000  | 2.846259681×1035659                         |
| 25206  | 1.205703438×10100000                        |
| 100000 | 2.824229408×10456573                        |
| 205023 | 2.503898932×101000004                       |
| 1000   | 8.263931688×105565708                       |
| 10100  | {\displaystyle 10^{10^{101.9981097754820}}} |

## 정의
음이 아닌 정수 n의 계승 n!은 다음과 같이 정의된다.
{\displaystyle n!=\prod _{k=1}^{n}k=n\cdot (n-1)\cdot (n-2)\cdot \cdots \cdot 3\cdot 2\cdot 1}
특히, 0의 계승은 1이다.
{\displaystyle 0!=1}
처음 몇 계승은 다음과 같다.
1, 1, 2, 6, 24, 120, 720, 5040, 40320, 362880, 3628800, 39916800, 479001600, 6227020800, 87178291200, 1307674368000, 20922789888000, 355687428096000, 6402373705728000, 121645100408832000, 2432902008176640000, ... (OEIS의 수열 A000142)
쉽게 정리하면 5! = 1×2×3×4×5이다.

### 복소수의 계승
감마 함수를 통해 계승의 정의역을 음의 정수를 제외한 복소수까지 확장할 수 있다. 감마 함수 {\displaystyle \Gamma }의 정의역은 {\displaystyle \mathbb {C} \setminus \{0,-1,-2,\dots \}}이며, 양의 실수부에서의 값은 다음과 같다.
{\displaystyle \Gamma (z)=\int _{0}^{\infty }t^{z-1}e^{-t}\mathrm {d} t\qquad (\operatorname {Re} z>0)}
감마 함수와 계승의 관계는 다음과 같다.
{\displaystyle n!=\Gamma (n+1)\qquad (n\in \mathbb {N} )}
이에 따라, 음의 정수가 아닌 복소수 {\displaystyle z}의 계승을 다음과 같이 정의할 수 있다.
{\displaystyle z!=\Gamma (z+1)\qquad (z\in \mathbb {C} \setminus \{-1,-2,\dots \})}
특히, 반정수의 계승은 다음과 같다.
{\displaystyle (n-1/2)!={\sqrt {\pi }}(2n-1)!!/2^{n}={\sqrt {\pi }}\prod _{k=1}^{n}(k-1/2)\qquad (n\in \mathbb {N} )}

### 기수의 계승
계승이 대칭군의 크기와 같다는 사실을 통해 계승을 임의의 기수까지 확장할 수 있다. 즉, 기수 {\displaystyle \kappa }의 계승 {\displaystyle \kappa !}는 다음과 같다.:64, 习题8
{\displaystyle \kappa !=|\operatorname {Sym} (\kappa )|={\begin{cases}\kappa (\kappa -1)(\kappa -2)\cdots 3\cdot 2\cdot 1&\kappa <\aleph _{0}\\2^{\kappa }&\kappa \geq \aleph _{0}\end{cases}}}

### 다중 계승
계승의 정의에서 연속된 자연수들을 곱하는 대신 법에 대하여 합동인 자연수들만 곱하면, 다중 계승(多重階乘, 영어: multifactorial)의 정의를 얻는다. 즉, 양의 정수 {\displaystyle k}과 정수 {\displaystyle n>-k}가 주어졌을 때, {\displaystyle n}의 {\displaystyle k}중 계승은 다음과 같다. (이는 {\displaystyle k}번의 계승과 다른 개념이다.)
{\displaystyle n!_{k}=\prod _{m=0}^{\lfloor (n-1)/k\rfloor }(n-mk)=n(n-k)(n-2k)\cdots }
특히, {\displaystyle -k<n\leq 0}일 경우 다음과 같다.
{\displaystyle 1=0!_{k}=(-1)!_{k}=(-2)!_{k}=\cdots =(-(k-1))!_{k}}
예를 들어, 일중 계승은 계승이다. 또한, 이중 계승(二重階乘, 영어: double factorial)은 다음과 같다. 임의의 {\displaystyle n\in \mathbb {N} }에 대하여,
{\displaystyle (2n)!!=2^{n}n!=\prod _{k=1}^{n}2k=(2n)(2n-2)(2n-4)\cdots 6\cdot 4\cdot 2}
{\displaystyle (2n-1)!!=(2n)!/(2^{n}n!)=\prod _{k=1}^{n}(2k-1)=(2n-1)(2n-3)(2n-5)\cdots 5\cdot 3\cdot 1}
특히, {\displaystyle 1=0!!=(-1)!!}이다.
처음 몇 이중·삼중·사중 계승은 각각 다음과 같다.
1, 1, 2, 3, 8, 15, 48, 105, 384, 945, 3840, 10395, ... (OEIS의 수열 A006882)
1, 1, 2, 3, 4, 10, 18, 28, 80, 162, 280, 880, ... (OEIS의 수열 A007661)
1, 1, 2, 3, 4, 5, 12, 21, 32, 45, 120, 231, ... (OEIS의 수열 A007662)

### 지수 계승
계승의 정의에서 곱셈 대신 덧셈을 사용하면, 삼각수의 정의를 얻는다. 즉, 음이 아닌 정수 {\displaystyle n}의 삼각수 {\displaystyle T_{n}}은 다음과 같다.
{\displaystyle T_{n}=n(n+1)/2=\sum _{k=1}^{n}k=n+(n-1)+(n-2)+\cdots +2+1}
계승의 정의에서 곱셈 대신 거듭제곱을 사용하면, 지수 계승(指數階乘, 영어: exponential factorial)의 정의를 얻는다. 즉, 음이 아닌 정수 {\displaystyle n}의 지수 계승 {\displaystyle a_{n}}은 다음과 같다.
{\displaystyle a_{n}=n^{(n-1)^{(n-2)^{\cdots ^{2^{1}}}}}}
처음 몇 지수 계승은 다음과 같다.
1, 1, 2, 9, 262144, ... (OEIS의 수열 A049384)

## 성질

### 항등식
계승·{\displaystyle k}중 계승·지수 계승의 점화식은 각각 다음과 같다.
{\displaystyle n!=n(n-1)!}
{\displaystyle n!_{k}=n(n-k)!_{k}}
{\displaystyle a_{n}=n^{a_{n-1}}}

### 점근 공식
또한, 임의의 {\displaystyle n\in \mathbb {Z} ^{+}}에 대하여, 다음과 같은 부등식이 성립한다.
{\displaystyle {\sqrt {2\pi n}}(n/e)^{n}<n!<{\sqrt {2\pi n}}(n/e)^{n}e^{1/(12n)}}
특히, 큰 {\displaystyle n\in \mathbb {N} }에 대하여, 계승에 대한 스털링 근사는 다음과 같다.
{\displaystyle n!\approx {\sqrt {2\pi n}}(n/e)^{n}}

### 수론적 성질

#### 윌슨 정리
2 이상의 정수 {\displaystyle p}에 대해 다음이 성립한다
- {\displaystyle p}가 소수이면 {\displaystyle (p-1)!}을 {\displaystyle p}로 나눈 나머지가 {\displaystyle p-1}이다.
- {\displaystyle (p-1)!}를 {\displaystyle p}로 나눈 나머지가 {\displaystyle p-1}이면 {\displaystyle p}가 소수이다.

#### 르장드르 공식
임의의 {\displaystyle n\in \mathbb {Z} ^{+}} 및 소수 {\displaystyle p}에 대하여, {\displaystyle p\mid n!}은 {\displaystyle p\leq n}과 동치이다. 또한, 르장드르 공식(Legendre公式, 영어: Legendre's formula)에 따르면, {\displaystyle n!}의 소인수 분해에서 {\displaystyle p}의 지수 {\displaystyle v_{p}(n!)}는 다음과 같다. (충분히 뒤에 있는 항들이 모두 0이므로 이는 유한 급수이다.)
{\displaystyle v_{p}(n!)=\sum _{k=1}^{\infty }\left\lfloor {\frac {n}{p^{k}}}\right\rfloor ={\frac {n-\alpha _{p}(n)}{p-1}}}
여기서
- {\displaystyle \lfloor -\rfloor }는 바닥 함수이다.
- {\displaystyle \alpha _{p}(n)}은 {\displaystyle n}의 p진법 전개의 자릿수의 합이다.

## 관련 개념

### 소수 계승
음이 아닌 정수 {\displaystyle n}의 소수 계승은 {\displaystyle n} 이하의 모든 소수의 곱이다.

## 역사
계승의 기본적인 개념은 n개의 원소의 순열의 개수로서 이미 12세기 인도 수학에 알려져 있었다.
프랑스어: factorielle 팍토리엘[*]이라는 이름은 프랑스의 루이 프랑수아 앙투안 아르보가(프랑스어: Louis François Antoine Arbogast)가 사용하였다. 느낌표 표기법은 1808년 수학자 크리스티앙 크랑(프랑스어: Christian Kramp)이 저서 《보편 산술 원론》(프랑스어: Éléments d’arithmétique universelle)에서 처음으로 사용하였다. 크랑은 원래 계승을 프랑스어: faculté 파퀼테[*])라고 불렀으나, 이후 아르보가를 따라 "팩토리얼"을 대신 사용하였다.

## 같이 보기
- 큐-팩토리얼
- 리우빌 상수

## 참고 문헌
- Hadamard, M. J. (1968). 〈Sur l’expression du produit 1·2·3· · · · ·(n−1) par une fonction entière〉 (PDF). 《Œuvres de Jacques Hadamard》 (프랑스어). Paris: Centre National de la Recherche Scientifiques.